# Éamon Zayed
Éamon Zayed (arab. أیمن زايد; ur. 4 października 1983 w Dublinie) – libijski piłkarz występujący na pozycji napastnika oraz trener. Jest synem Irlandki i Libijczyka.
W 2007 wraz z Droghedą United zdobył mistrzostwo Irlandii, a w 2009 ze Sportingiem Fingal triumfował w rozgrywkach Pucharu Irlandii. W sezonie 2011 z 22 bramkami został królem strzelców League of Ireland Premier Division.
W barwach reprezentacji Irlandii U-20 rozegrał cztery spotkania na Młodzieżowych Mistrzostwach Świata 2003.
W reprezentacji Libii zadebiutował 11 grudnia 2011 w przegranym 0:2 towarzyskim meczu z Algierią, a 4 września 2013 w zremisowanym 1:1 towarzyskim pojedynku z Gwineą Równikową strzelił swojego jedynego gola w kadrze.

## Statystyki ligowe
| Rozgrywki                          | Kraj              | Poziom | Klub                                                                                        | Mecze | Gole |
| ---------------------------------- | ----------------- | ------ | ------------------------------------------------------------------------------------------- | ----- | ---- |
| League of Ireland Premier Division | Irlandia          | I      | Bray Wanderers, Drogheda United, Sporting Fingal, Derry City, Shamrock Rovers, Sligo Rovers | 220   | 77   |
| League of Ireland First Division   | Irlandia          | II     | Bray Wanderers, Sporting Fingal                                                             | 74    | 43   |
| Iran Pro League                    | Iran              | I      | Persepolis, Aluminium Hormozgan                                                             | 23    | 8    |
| Tippeligaen                        | Norwegia          | I      | Aalesunds                                                                                   | 1     | 0    |
| Malaysia Premier League            | Malezja           | II     | Sabah FA                                                                                    | 21    | 10   |
| NASL, USL Championship             | Stany Zjednoczone | II     | Indy Eleven, Charlotte Independence                                                         | 84    | 34   |
| USL League One                     | Stany Zjednoczone | III    | Chattanooga Red Wolves                                                                      | 19    | 6    |